# Dokumentarna
Založba Dokumentarna je bila 1982 ustanovljena kot prva neodvisna založba na območju nekdanje Jugoslavije. 
Med izvajalce založbe Dokumentarna so v določenem obdobju spadali: Svetlana Makarovič, Gast'r'bajtrs, Avtomobili, Flexi Gang, Make up 66, Hari Margot, Panda, Miha Kralj, Trutamora Slovenica, Boris A. Novak in skupine iz drugih držav nekdanje Jugoslavije kot so Disciplina kičme, Arkane, Garri Garrinča in Atlantski poremećaj.
Znani so bili po svojih kompilacijah kot so Alternativna AA Scena (Alternativna Alpe Adria Scena) in Metalka 35.
Z delovanjem je založba prenehala leta 1989.